# Reino de Quicuma
O Reino de Quicuma é um antigo reino no território Ovimbundo, actual Angola. Situava-se entre a Hanha e a Quiquete, ao norte do caminho para Cacundo.